# Jérémie Nzeke
Jérémie Nzeke (24 mei 1990) is een Kameroens wielrenner. In 2015 wist hij drie etappes te winnen in de Ronde van Kameroen

## Overwinningen
2015
4e, 5e en 8e etappe Ronde van Kameroen
1e etappe Ronde van Ivoorkust
4e etappe GP Chantal Biya